# San Marcos (Zacoalco de Torres)
San Marcos es una localidad mexicana situada en el estado de Jalisco, dentro del municipio de Zacoalco de Torres.

## Toponimia
Su nombre se debe al Santo patrón del pueblo, San Marcos Evangelista.

## Descripción geográfica

### Ubicación
San Marcos se encuentra situado al noreste de la cabecera del municipio de Zacoalco de Torres. Sus coordenadas geográficas son 20° 19' 10" de latitud y 103° 31' 57" de longitud; a una altura aproximada de 1360 metros sobre el nivel del mar. Se ubica al este de la Laguna de San Marcos.

### Clima
El clima es semiseco y semicálido, con primavera seca y semicálida, sin cambio térmico invernal bien definido. La temperatura media anual es de 22.7°C, con máxima de 30.4 °C y mínima de 15.1 °C en promedio, pero que a finales de diciembre, mes de enero y febrero se presentan temperaturas por debajo de los 5 °C hasta los 0 °C. El régimen de lluvia se registra entre los meses de junio, julio y agosto.

### Hidrografía
Hay algunos arroyos de baja afluencia. Al oeste del pueblo se encuentra la laguna de San Marcos, sin embargo en los últimos años ha tenido poca afluencia y está en decadencia.

## Flora y fauna
Existen especies de pino, encino, maguey , nopal, palo dulce, huaje y el cactus pitayo, dándose así una de las más vistas y sabrosas frutas del país, la pitaya. Que son entre otras de colores moradas, rojas, blancas, y las amarillassus diferentes sabores varían en el color de estas que le dan así su reconocido y distinguido reconocimiento nacional e internacional por sus connacionales en el extranjero. El coyote, la liebre, la ardilla, el conejo, venado, puma, lince, tal coyote, mapache, tejón, zopilote, águila, halcón, Gavilán, pato canadiense (solo en invierno) y otras especies menores habitan en los alrededores del pueblo.

## Economía

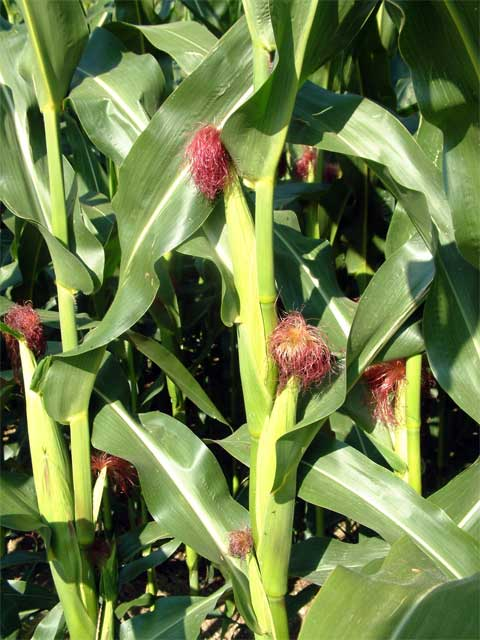
Se cultiva el maíz.

Los habitantes del pueblo se dedican a la agricultura, ganadería y al comercio principalmente.
Se cultiva principalmente pitaya , habiendo variedad de colores y tamaños haciendo de esta una importante fuente de ingreso para sus habitantes sorgo, maíz, frijol, garbanzo y tomate. Se cría ganado bovino, porcino y caprino; además de aves y colmenas. Existen pequeñas tiendas, dedicadas a la venta de productos de primera necesidad y comercios mixtos que venden artículos diversos.
A diferiencia de otros pueblos de la región, San Marcos cuenta con diferentes opciones de empleos estables tanto como en productoras de berryes, como en parques industriales cercanos que cuentan con transporte de personal, lo que origina que los habitantes ya no tengan como opción emigrar a otros lugares, como lo hacían años atrás.

## Educación y deporte
San Marcos cuenta con una escuela primaria (José María Morelos y Pavón), un Kinder (Gabriela Mistral) y una telesecundaria (Manuel Acuña). Para continuar con los estudios es necesario transportarse a la cabecera del municipio o a Guadalajara.
El pueblo cuenta con un centro deportivo, se practica: fútbol, voleibol y basquetbol. En los alrededores del pueblo, se practica deportes aéreos como el parapente, el ala delta, y el vuelo en ultraligero, igualmente se practica otros deportes como el motocross, la caminata y el ciclismo.

## Fiestas

### Fiestas del año
- Fiesta del santo patrono.

La fiesta de San Marcos Evangelista se lleva a cabo el 25 de abril. Se festeja con danzas y con música. Es la fiesta más importante del pueblo.
- Fiesta en honor a la Virgen de Guadalupe

Se efectúa el 12 de diciembre y se festeja con celebraciones religiosas, se tocan Las mañanitas; hay repique de campanas, se realizan peregrinaciones que se acompañan con danzas y música. Por la noche hay música, juegos pirotécnicos y serenata. 
- Navidad

Se realiza en diciembre. La comunidad la festeja con posadas, piñatas y otras celebraciones. Los tamales, el pozole, el ponche y otras comidas y bebidas típicas se elaboran para celebrar la Navidad.
- Santo Santiago,

mejor llamado por los pobladores como Santiaguito, el día 25 de julio. Aunque se le hace una gran celebración por la fe que se le otorga.
- Fiestas patrias

Se realiza el 16 de septiembre con motivo de la Independencia de México. Los alumnos de las escuelas, participan en un desfile por las calles del pueblo. Por la noche hay juegos pirotécnicos y música.

## Servicios y medios de comunicación
El pueblo cuenta con servicios de electricidad, agua potable, aseo público, y de seguridad pública. Cuenta con correo, internet, teléfono y fax. El transporte terrestre se realiza a través de la carretera Guadalajara-Ciudad Guzmán-Carretera libre